# Detail
Detail (citata anche come DETAIL) è una rivista internazionale specializzata in architettura e Dettagli costruttivi della casa editrice Detail. In ogni edizione viene trattato un particolare tema costruttivo (ad es. costruzioni in cemento armato, strutture portanti del tetto, risanamento ecc.). La qualità del dettaglio costruttivo è al centro dell'argomentazione. Bozze con misure simulabili e fotografie presentano diversi esempi attuali a livello nazionale ed internazionale. 
Il punto focale sta nella rappresentazione di opere nuove in fotografie, testi e bozze. Il gruppo a cui si rivolge la rivista sono soprattutto architetti, ingegneri e altri tecnici del settore.

## Storia
La rivista è apparsa per la prima volta nel 1961. Nel 2008 la rivista viene pubblicata in 48 serie con dieci uscite. A partire dal 2009 la rivista viene ampliata di 2 esemplari con 12 uscite annuali.

## Breve caratterizzazione
Il titolo della rivista caratterizza il contenuto. Questo comprende le documentazioni e informazioni relative a progetti edili di tutte le categorie. Il punto focale sta nella rappresentazione di collegamenti costruttivi e architettonici. 
La rivista è composta da cinque rubriche: discussione, rapporti, documentazione, tecnica e prodotti e rappresenta una fonte d'informazione per uffici di pianificazione e di architettura. Le due uscite aggiuntive di Detail presentano oltre all'idea di partenza anche l'intero processo di pianificazione e costruzione di edifici eccezionali.

## Contenuto
La rivista contiene reportage e rapporti attuali, discussioni specializzate e rapporti specifici, documentazioni di progetti in merito a costruzioni e sale, con fotografie, bozze e spiegazioni, tecnica, informazioni relative al prodotto in merito al piano edile, di risanamento e di arredamento, ad es. con fotografie e avvisi relativi a eventi, diritto edilizio e la fisica delle costruzioni. 
Ogni uscita si concentra su un particolare tema costruttivo, il quale viene rappresentato con esempi attuali a livello nazionale ed internazionale. I progetti selezionati rappresentano lo spettro del tema e creano così con la loro documentazione il cuore della rispettiva uscita. La discussione combacia sempre con le interviste, le affermazioni critiche e feedback inerenti al  tema principale. La rappresentazione tecnica che segue approfondisce il tema con contributi specifici ed il tutto si conclude con informazioni relative al prodotto.

## Pubblicazione
La rivista appare 10 volte all'anno e viene presentata in 80 paesi in versione bilingue, tedesco-inglese. Oltre all'edizione internazionale la rivista si trova anche come semplice pubblicazione inglese 6 volte all'anno. Nel caso delle spedizioni all'esterno viene aggiunta una traduzione degli articoli più importanti in francese, russo o italiano. Dal 2002 in Spagna viene inoltre pubblicata un'edizione completamente tradotta.

## Diffusione
Le copie della versione tedesca sono pari a 38 844 esemplari, le copie veramente pubblicate nella media annuale (nella settimana 3/06 fino al 2/07) è pari a 33 076 esemplari. 12 000 copie in inglese, 10 000 in spagnolo, 6 000 in cinese/inglese e 10 000 in giapponese.

## Lettori
I lettori sono soprattutto uffici di architettura, ingegneri, settori di pianificazione edile dell'industria, delle banche ecc., settori di pianificazione delle autorità competenti per costruzioni, associazioni costruttive, oltre ad uffici di ingegneri specializzati per la dotazione tecnica / statica / pianificazione delle strutture portanti.

## DETAIL International
La rivista viene letta in più di 80 Paesi e appare in 5 diverse lingue.
- DETAIL in versione bilingue (tedesco-inglese) con una parte aggiuntiva tradotta in francese, italiano e russo. Pubblicazione 10 volte all'anno.
- DETAIL INGLESE (completamente tradotta in inglese, pubblicata 6 volte all'anno)
- DETAIL SPAGNOLO (8 riviste all'anno)
- DETAIL CINESE (6 riviste all'anno)
- DETAIL GIAPPONESE (12 riviste all'anno)

## Detail Network
La rivista Detail appartiene alla rete Detail. Essa comprende Detail X, Detail 360, Deutscher Baukatalog (DBK) [Catalogo Costruttivo Tedesco], Detail (rivista) oltre a Detail Online. Serve alla community, alla banca dati, come opera in cui cercare informazioni, come mercato per informazioni specifiche nel settore dell'Architettura e quello Edile.

### DETAIL.de
```
Gli architetti o ingegneri possono trovare avvisi attuali relativi all'architettura, a consigli per eventi, informazioni relative al diritto edile e la fisica edile oltre a temi costruttivi dettagliati nel portale architettonico DETAIL. L'archivio contiene articoli già pubblicati di DETAIL, i quali sono disponibili per il download. Ogni lunedì il settore job-service pubblica nuove offerte di lavoro dal settore edilizio europeo. È possibile abbonarsi tramite newsletter e c'è una scaletta a seconda degli impieghi. Con DETAIL Topics e DETAIL Plus sono inoltre a disposizione due piattaforme gratis con informazioni specifiche relative a temi rilevanti per la pianificazione e specifici del settore.
```

### DETAIL X
Il portale internet gratis per gli studenti d'architettura. Qui gli studenti del settore edile trovano informazioni specifiche e compatte oltre ad una piattaforma per lo scambio di informazioni e la presentazione dei loro progetti o interessi. I contenuti redazionali provengono dalla rivista d'architettura DETAIL e dagli utenti stessi. In tal modo nasce un'ampia banca dati con nozioni di base, informazioni dell'Istituto superiore, e informazioni specifiche DETAIL. In particolare il forum e l'integrato weblog aiutano la comunicazione interattiva e lo scambio. I profili dell'Istituto superiore assieme alla classifica dell'Istituto superiore danno una visione d'insieme degli Istituti superiori d'architettura in Germania.

### DETAIL 360°
Architetti, pianificatori, architetti d'interni, designer e ditte di consulenza hanno su DETAIL360° la possibilità di presentare la propria azienda ed i loro progetti in maniera visiva e descrittiva. La community specifica offre una piattaforma per creare nuovi contatti oppure per approfondire i rapporti con partner e clienti. Nel maggio del 2008 ha avuto luogo l'internazionalizzazione con DETAIL360.com. Gli uffici possono presentare sé stessi ed i loro progetti solamente in lingua inglese e trovare così partner in tutto il mondo.

### Catalogo edilizio tedesco
Il catalogo edilizio tedesco DETAIL è un mezzo di ricerca gratis per informazioni relative al prodotto provenienti dal settore architettonico e costruttivo. L'architetto trova qui progetti di oltre 45.000 produttori provenienti da Germania, Austria e Svizzera. Così essi hanno una visione globale di tutti i progetti edilizi disponibili, descrizioni compatte delle aziende ed i dati di contatto per le aziende sul mercato. Una ricerca intelligente semplifica il procedimento per trovare dati di pianificazione rilevanti. In oltre 2000 parole chiave specifiche sono rappresentati prodotti e offerte. Quale parte di DETAILnetworks il catalogo edilizio tedesco è una banca dati volta a sostenere gli architetti nella selezione di prodotti adatti per i propri progetti.